# PowerBook 140
Macintosh PowerBook 140は、PowerBookシリーズ最初のラインナップのミッドレンジ機種としてリリースされた。PowerBook 170と同様に、このPowerBookは内蔵フロッピードライブを備える。このモデルのコードネームは、Tim Lite、Tim LC、Replacements、およびLearyだった。 1992年には、CPUが高速化されたPowerBook 145が登場し、その後本質的に新しいミッドラインモデルとしてPowerBook 160にリプレイスされた。

## 特徴
Macintosh Portableの後継機として用意された、140シリーズは170と同じだったが、ハイエンドモデルの多くの機能が削られ、より手頃なミッドレンジオプションとされた。最も明らかな違いは、ディスプレイが140ではより安価な10インチSTNであり、170で使用されたシャープなアクティブマトリクスではないことである。内部的には、プロセッサが16MHzと遅いことに加えて、FPU（浮動小数点演算装置）がなく、追加もできない。また、標準で搭載されているハードディスクは20MBで、170の40MBの半分である。
PowerBook 140は、特に新しい電源管理やその他の独自のハードウェア機能をサポートするために、 米国ではSystem 7.0.1が導入された。しかし、1991年当時のRAMの価格と定価の高さから、140は100や170と同様に2MBのRAMをロジックボードに直接はんだ付けしただけのもので、System 7で使うには制限があると批判されていた。さらに、System 7のローカライズ版がまだ世界中で発売されておらず、日本語版の漢字Talk 6.0.7は、3台の新型PowerBookすべてに対応するように修正、J-6.0.7.1として添付された。その結果、このバージョンの直後から配付されたSystem 6.0.8.1にも対応し、多くのユーザーがPowerBookでSystem 6を実行できるようになった。そして、多くのユーザーが高価な専用RAMカード（2MBカードは300米ドルだった）追加せず、PowerBookでより少ないメモリで動作するSystem 6を実行することができた。

## デザイン
PowerBook 170、PowerBook 100と同時期に発売されたが、140と170はApple独自にデザインしたものであり、100はフルサイズのMacintosh PortableをSONYが小型化したものである。そのため、140はAppleが作った最初のノートパソコンであり、100は内部設計こそ古いものの、デザイン的には最初に改良されたノートパソコンである。
Appleは、1993年6月に「PowerBook 145」に置き換えた（日本未発売）。このモデルの唯一のコードネームはColt 45である。

### PowerBook 145B
PowerBook 145Bは、その前に発売されたPowerBook 145と基本的に同じハードウェアだが、価格を下げ、2MBのRAMを追加でロジックボードにはんだ付けしたものである。このモデルの唯一のコードネームはPikes Peakである。
これまでのMacとは異なり、Performaと同様に145Bにはシステムディスク一式が同梱されていない。内蔵ハードディスクに漢字Talk 7.1がプリインストールされており、システム起動ディスクが1枚付属している。また、基本的なバックアップ・リストア機能を提供する2つのユーティリティも同梱されていた。145Bは漢字Talk 7.1を搭載して出荷された。System 7.0.1を動作させることもできるが、"About This Macintoshについて... "では誤って140と表示される。
145Bは次のローエンドとしてリリースされたPowerBook 150にリプレイスされた。

## 仕様
| コンポーネント | 140                                         | 145                                         | 145B                           |
| -------------- | ------------------------------------------- | ------------------------------------------- | ------------------------------ |
| CPU            | MC6803016MHz                                | MC68030 25MHz                               | MC68030 25MHz                  |
| RAM            | オンボードで2MB、8MBに拡張可能              | オンボードで2MB、8MBに拡張可能              | オンボードで4MB、8MBに拡張可能 |
| ROM：          | 1 MB                                        | 1 MB                                        | 1 MB                           |
| 内蔵HDD(SCSI)  | 20〜80 MB                                   | 40〜120 MB                                  | 40〜120 MB                     |
| FDD            | 1.44MBスーパードライブ                      | 1.44MBスーパードライブ                      | 1.44MBスーパードライブ         |
| 対応OS         | 漢字Talk 6.0.7.1、System 7.0.1 - Mac OS 7.6 | 漢字Talk 6.0.7.1、System 7.0.1 - Mac OS 7.6 | 漢字Talk 7.1 - MacOS 7.6       |
| ADB            | 1ポート                                     | 1ポート                                     | 1ポート                        |
| シリアル       | 2ポート                                     | 2ポート                                     | 2ポート                        |
| モデム         | オプション（拡張ポート用）                  | オプション（拡張ポート用）                  | オプション（拡張ポート用）     |
| ディスプレイ   | STN、1ビット 640×400                        | STN、1ビット 640×400                        | STN、1ビット 640×400           |